# Lexington Challenger
Il Lexington Challenger è un torneo professionistico di tennis giocato sul cemento, che fa parte dell'ATP Challenger Tour. Si gioca abitualmente con cadenza annuale all'Hilary J. Boone Tennis Complex della University of Kentucky a Lexington, negli Stati Uniti, dal 1995. L'evento fa parte anche dell'USTA Pro Circuit, il circuito professionistico della U.S. Tennis Association, la federazione tennistica statunitense.

## Storia
Inaugurato nel 1995 come evento del circuito Challenger, dal 1997 al 2019 si sono tenuti anche i tornei femminili facenti parte dell'ITF Women's Circuit della Internazional Tennis Federation (ITF). Nel 2020 il torneo è stato annullato per la pandemia di COVID-19 e si è invece tenuta sui campi del Top Seed Tennis Club della vicina Nicholasville la prima edizione del Top Seed Open, torneo femminile di categoria WTA International organizzato dalla WTA; questo evento assieme al Prague Open 2020 ha sostituito i tornei femminili del Washington Open, a sua volta non disputati a causa della pandemia. Nel 2021 si sono tornati a disputare il Challenger maschile e il Washington Open, e a Lexington non si sono tenuti i tornei femminili.
Per motivi di sponsorizzazione, fino al 2013 il torneo era chiamato anche Fifth Third Bank Tennis Championships e dal 2014 al 2019 Kentucky Bank Tennis Championships. Nel 2020 il torneo WTA ha preso il nome Top Seed Open dal club che lo ha ospitato, mentre lo sponsor che ha dato il nome all'edizione maschile del 2021 era la Kloiber Foundation.

## Albo d'oro

### Singolare maschile
| Anno | Campione           | Finalista          | Punteggio           |
| ---- | ------------------ | ------------------ | ------------------- |
| 2025 | Zachary Svajda     | Bernard Tomić      | 2–6, 6–3, 6–2       |
| 2024 | João Fonseca       | Li Tu              | 6–1, 6–4            |
| 2023 | Steve Johnson      | Arthur Cazaux      | 7–6(5), 6–4         |
| 2022 | Shang Juncheng     | Emilio Gómez       | 6–4, 6–4            |
| 2021 | Jason Kubler       | Alejandro Tabilo   | 7–5, 6(2)–7, 7–5    |
| 2020 | Non disputato      | Non disputato      | Non disputato       |
| 2019 | Jannik Sinner      | Alex Bolt          | 6–4, 3–6, 6–4       |
| 2018 | Lloyd Harris       | Stefano Napolitano | 6–4, 6–3            |
| 2017 | Michael Mmoh       | John Millman       | 4–6, 7–6(3), 6–3    |
| 2016 | Ernesto Escobedo   | Frances Tiafoe     | 6–2, 6(6)–7, 7–6(3) |
| 2015 | John Millman       | Yasutaka Uchiyama  | 6–3, 3–6, 6–4       |
| 2014 | James Duckworth    | James Ward         | 6–3, 6–4            |
| 2013 | James Ward         | James Duckworth    | 4–6, 6–3, 6–4       |
| 2012 | Denis Kudla        | Érik Chvojka       | 5–7, 7–5, 6–1       |
| 2011 | Wayne Odesnik      | James Ward         | 7–5, 6–4            |
| 2010 | Carsten Ball       | Jesse Levine       | 6–4, 7–6(1)         |
| 2009 | Harel Levy         | Alex Kuznetsov     | 6–4, 4–6, 6–2       |
| 2008 | Somdev Devvarman   | Robert Kendrick    | 6–3, 6–3            |
| 2007 | John Isner         | Brian Wilson       | 6(9)–7, 6–3, 6–4    |
| 2006 | Lee Hyung-taik     | Amer Delić         | 5–7, 6–2, 6–3       |
| 2005 | Dudi Sela          | Bobby Reynolds     | 6–3, 3–6, 6–4       |
| 2004 | Matias Boeker      | Jesse Witten       | 6–2, 4–6, 7–6(5)    |
| 2003 | Frank Dancevic     | Petr Kralert       | 7–5, 6–4            |
| 2002 | Scott Draper       | Paul Goldstein     | 4–6, 6–4, 6–4       |
| 2001 | Paul Goldstein (2) | Jack Brasington    | 1–6, 6–2, 6–3       |
| 2000 | Takao Suzuki       | Justin Gimelstob   | 2–1 ritiro          |
| 1999 | Harel Levy         | Kevin Kim          | 6–4, 7–6            |
| 1998 | Paul Goldstein (1) | Lee Hyung-taik     | 6–1, 6–4            |
| 1997 | Wayne Black        | Gianluca Pozzi     | 6–4, 6–1            |
| 1996 | Steve Bryan        | Nicola Bruno       | 6–2, 6–4            |
| 1995 | Mark Knowles       | Kenny Thorne       | 6–4, 7–5            |

### Doppio maschile
| Anno | Campioni                                 | Finalisti                        | Punteggio           |
| ---- | ---------------------------------------- | -------------------------------- | ------------------- |
| 2025 | Anirudh Chandrasekar Ramkumar Ramanathan | Hsu Yu-hsiou Huang Tsung-hao     | 6–4, 6–4            |
| 2024 | André Göransson Sem Verbeek              | Yuta Shimizu James Trotter       | 6–4, 6–3            |
| 2023 | Eliot Spizzirri Tyler Zink               | George Goldhoff Vasil Kirkov     | 4–6, 6–3, [10–8]    |
| 2022 | Yuki Bhambri Saketh Myneni               | Gijs Brouwer Aidan McHugh        | 3–6, 6–4, [10–8]    |
| 2021 | Liam Draxl Stefan Kozlov                 | Alex Rybakov Reese Stalder       | 6–2, 6(5)–7, [10–7] |
| 2020 | Non disputato                            | Non disputato                    | Non disputato       |
| 2019 | Diego Hidalgo Martin Redlicki            | Roberto Maytín Jackson Withrow   | 6–2, 6–2            |
| 2018 | Robert Galloway Roberto Maytín           | Joris De Loore Marc Polmans      | 6–3, 6–1            |
| 2017 | Alex Bolt Max Purcell                    | Tom Jomby Eric Quigley           | 7–5, 6–4            |
| 2016 | Luke Saville Jordan Thompson             | Nicolaas Scholtz Tucker Vorster  | 6–2, 7–5            |
| 2015 | Carsten Ball Brydan Klein                | Dean O'Brien Ruan Roelofse       | 6–4, 7–6(4)         |
| 2014 | Peter Polansky (2) Adil Shamasdin        | James McGee Chase Buchanan       | 6–4, 6–2            |
| 2013 | Frank Dancevic Peter Polansky (1)        | Bradley Klahn Michael Venus      | 7–5, 6–3            |
| 2012 | Austin Krajicek John Peers               | Tennys Sandgren Rhyne Williams   | 6–1, 7–6(4)         |
| 2011 | Jordan Kerr David Martin                 | James Ward Michael Yani          | 6–3, 6–4            |
| 2010 | Raven Klaasen Izak van der Merwe         | Kaden Hensel Adam Hubble         | 5–7, 6–4, [10–7]    |
| 2009 | Kevin Anderson Ryler DeHeart             | Amir Hadad Harel Levy            | 6–4, 4–6, [10–6]    |
| 2008 | Alessandro da Col Andrea Stoppini        | Olivier Charroin Erik Chvojka    | 6–2, 2–6, [10–8]    |
| 2007 | Brendan Evans Ryan Sweeting              | Ross Hutchins Phillip Simmonds   | 6–4, 6–4            |
| 2006 | Sanchai Ratiwatana Sonchat Ratiwatana    | John Isner Colin Purcell         | 7–6(5), 4–6, [10–6] |
| 2005 | Scoville Jenkins Bobby Reynolds          | Roger Anderson Rik De Voest      | 6–4, 6–4            |
| 2004 | Matias Boeker Amer Delić                 | Harsh Mankad Jason Marshall      | 7–5, 6–4            |
| 2003 | Jonathan Erlich Takao Suzuki             | Matias Boeker Travis Parrott     | 6–4, 6–1            |
| 2002 | Jack Brasington Glenn Weiner             | Brandon Coupe Eric Taino         | 6–2, 4–6, 7–5       |
| 2001 | John-Laffnie de Jager Robbie Koenig      | Paul Kilderry Jack Waite         | 7–6(1), 7–5         |
| 2000 | Lorenzo Manta Laurence Tieleman          | Grant Stafford Wesley Whitehouse | 7–6(5), 7–6(3)      |
| 1999 | Michael Sell Gabriel Trifu               | Scott Humphries Kevin Kim        | 7–6, 6–7, 6–4       |
| 1998 | Ben Ellwood Lleyton Hewitt               | Paul Goldstein Jim Thomas        | 5–7, 6–3, 6–2       |
| 1997 | Wayne Black Brian MacPhie                | David DiLucia Bryan Shelton      | 6–4, 7–5            |
| 1996 | Geoff Grant Grant Stafford               | Chad Clark Tamer El Sawy         | 7–5, 6–1            |
| 1995 | Fernon Wibier Chris Woodruff             | Jamie Morgan Andrew Painter      | 7–5, 6–2            |

### Singolare femminile
| Anno                       | Campionessa        | Finalista             | Punteggio        |
| -------------------------- | ------------------ | --------------------- | ---------------- |
| 2025                       | Wang Xiyu          | Janice Tjen           | 3-6, 6-2, 6-4    |
| 2024                       | Wei Sijia          | Mananchaya Sawangkaew | 7–5, 6–4         |
| 2023                       | Renata Zarazúa     | Caroline Dolehide     | 1–6, 7–6(4), 7–5 |
| 2022                       | Katie Swan         | Jodie Burrage         | 6–0, 3–6, 6–3    |
| 2021                       | Non disputato      | Non disputato         | Non disputato    |
| 2020                       | Jennifer Brady     | Jil Teichmann         | 6–3, 6–4         |
| ↑Tornei WTA International↑ |                    |                       |                  |
| 2019                       | Dabin Kim          | Ann Li                | 6–1, 6–3         |
| 2018                       | Asia Muhammad      | Ann Li                | 7–5, 6–1         |
| 2017                       | Grace Min          | Sofia Kenin           | 6–4, 6–1         |
| 2016                       | Michaëlla Krajicek | Arina Rodionova       | 6–0, 2–6, 6–2    |
| 2015                       | Nao Hibino         | Samantha Crawford     | 6–2, 6–1         |
| 2014                       | Madison Brengle    | Nicole Gibbs          | 6–3, 6–4         |
| 2013                       | Shelby Rogers      | Julie Coin            | 6–4, 7–6(3)      |
| 2012                       | Julia Glushko      | Johanna Konta         | 6–3, 6–0         |
| 2011                       | Chichi Scholl      | Amanda Fink           | 6–1, 6–1         |
| 2010                       | Kurumi Nara        | Stéphanie Dubois      | 6–4, 6–4         |
| 2009                       | Sania Mirza        | Julie Coin            | 7–6(5), 6–4      |
| 2008                       | Melanie Oudin      | Carly Gullickson      | 6–4, 6–2         |
| 2007                       | Stéphanie Dubois   | Anne Keothavong       | 4–6, 6–3, 6–3    |
| 2006                       | Camille Pin (2)    | Abigail Spears        | 7–5, 7–5         |
| 2005                       | Natalie Grandin    | Stéphanie Dubois      | 6–4, 6–3         |
| 2004                       | Camille Pin (1)    | Jeon Mi-ra            | 7–5, 6–3         |
| 2003                       | Miho Saeki         | Salome Devidze        | 6–4, 2–6, 7–5    |
| 2002                       | Virginie Razzano   | Samantha Reeves       | 7–6(5), 7–6(5)   |
| 2001                       | Katarina Srebotnik | Sabine Klaschka       | 6–4, 7–5         |
| 2000                       | Jennifer Hopkins   | Dawn Buth             | 6–3, 6–1         |
| 1999                       | Florencia Labat    | Annabel Ellwood       | 6–2, 5–7, 6–1    |
| 1998                       | Julie Pullin       | Abigail Tordoff       | 6–4, 6–4         |
| 1997                       | Karin Miller       | Liezel Horn           | 6(5)–7, 6–1, 6–2 |

### Doppio femminile
| Anno                       | Campionesse                               | Finaliste                                 | Punteggio              |
| -------------------------- | ----------------------------------------- | ----------------------------------------- | ---------------------- |
| 2025                       | Ayana Akli Eryn Cayetano                  | Elvina Kalieva Alana Smith                | 4-6, 6-2, [10-4]       |
| 2024                       | Whitney Osuigwe Alana Smith               | Carmen Corley Ivana Corley                | 7–6(5), 6–3            |
| 2023                       | Alexis Blokhina Ava Markham               | Olivia Gadecki Dalayna Hewitt             | 6–4, 7–6(1)            |
| 2022                       | Kateryna Volodko Aldila Sutjiadi          | Jada Myii Hart Dalayna Hewitt             | 7–5, 6–3               |
| 2021                       | Non disputato                             | Non disputato                             | Non disputato          |
| 2020                       | Hayley Carter (2) Luisa Stefani           | Marie Bouzková Jil Teichmann              | 6–1, 7–5               |
| ↑Tornei WTA International↑ |                                           |                                           |                        |
| 2019                       | Robin Anderson Jessika Ponchet            | Ann Li Jamie Loeb                         | 7–6(4), 6(5)–7, [10–7] |
| 2018                       | Hayley Carter (1) Ena Shibahara           | Sanaz Marand Victoria Rodríguez           | 6–3, 6–1               |
| 2017                       | Priscilla Hon Vera Lapko                  | Hiroko Kuwata Valeria Savinykh            | 6–3, 6–4               |
| 2016                       | Hiroko Kuwata Zhu Lin                     | Sophie Chang Alexandra Mueller            | 6–0, 7–5               |
| 2015                       | Nao Hibino Emily Webley-Smith             | Nicha Lertpitaksinchai Peangtarn Plipuech | 6–2, 6–2               |
| 2014                       | Jocelyn Rae Anna Smith                    | Shūko Aoyama Keri Wong                    | 6–4, 6–4               |
| 2013                       | Nicha Lertpitaksinchai Peangtarn Plipuech | Julia Glushko Chanel Simmonds             | 7–6(5), 6–3            |
| 2012                       | Shūko Aoyama Xu Yifan                     | Julia Glushko Olivia Rogowska             | 7–5, 6(4)–7, [10–4]    |
| 2011                       | Tamaryn Hendler Chichi Scholl             | Lindsay Lee-Waters Megan Moulton-Levy     | 7–6(9), 3–6, [10–7]    |
| 2010                       | Bojana Bobusic Christina Fusano           | Jacqueline Cako Story Tweedie-Yates       | 6–4, 6–2               |
| 2009                       | Chang Kai-chen Tetiana Luzhanska          | Jacqueline Cako Alison Riske              | 6–3, 6–2               |
| 2008                       | Chan Chin-wei (2) Kimberly Couts          | Lindsay Lee-Waters Melanie Oudin          | 2–6, 6–3, [10–8]       |
| 2007                       | Melinda Czink Lindsay Lee-Waters          | Casey Dellacqua Natalie Grandin           | 6–2, 7–6(7)            |
| 2006                       | Chan Chin-wei (1) Abigail Spears          | Akgul Amanmuradova Varvara Lepchenko      | 6–1, 6–1               |
| 2005                       | Vilmarie Castellvi Samantha Reeves        | Kumiko Iijima Junri Namigata              | 6–2, 6–1               |
| 2004                       | Claire Curran Natalie Grandin             | Casey Dellacqua Nicole Sewell             | 7–6(6), 6–4            |
| 2003                       | Janet Lee (2) Jessica Lehnhoff            | Bryanne Stewart Christina Wheeler         | 6–4, 6–3               |
| 2002                       | Nana Miyagi (2) Irina Selyutina           | Rachel McQuillan Lisa McShea              | 6(2)–7, 6–2, 7–5       |
| 2001                       | Lisa McShea Nana Miyagi (1)               | Julie Ditty Milagros Sequera              | 6–0, 6–4               |
| 2000                       | Janet Lee (1) Wynne Prakusya              | Sandra Cacic Renata Kolbovic              | 6–2, 3–6, 6–2          |
| 1999                       | Alexandra Fusai Florencia Labat           | Kim Eun-ha Julie Pullin                   | 6–4, 6–1               |
| 1998                       | Amanda Grahame Bryanne Stewart            | Nirupama Vaidyanathan Yi Jingqian         | 6–4, 1–6, 6–3          |
| 1997                       | Elly Hakami Danielle Jones                | Kaoru Shibata Katarina Srebotnik          | 6–2, 7–5               |